# Рока (Кампобасо)
Рока је насеље у Италији у округу Кампобасо, региону Молизе.
Према процени из 2011. у насељу је живело 65 становника. Насеље се налази на надморској висини од 667 м.